# /dev/null
У неким оперативним системима, нулти уређај је датотека уређаја која одбацује све податке записане у њу, али извештава да је операција писања успела. Овај уређај се зове /dev/null на Јуникс и породици Јуникс система, NUL: или NUL на ДОС и ЦП / М, nul на новијим Windows системима (интерно \Device\Null на Windows NT), NIL: на Амига оперативним системима и NL: на ОпенВМС. У програму Windows Поверсхелл, еквивалент је $null. Он не даје никакве податке за било који процес који се чита из њега, дајући одмах ЕОФ. У ИБМ ДОС / 360, ОС / 360 (МFТ, МВТ), ОS / 390 z/ ОS оперативним системима, такве датотеке би биле додељене у ЈCL ка DD DUMMY.
У програмерском жаргону, посебно на Јуниксовом жаргону, може се звати и канта битова или црна рупа.

## Историја
Према страници са упутствима [Беркли_софтвер_дистрибјушон|Беркли Јуникса], верзија Unix 7 је садржала null уређај. АТ&Т је објавио верзију 7 Unix-a 1979. године.

## Употреба
Null уређај се типично користи за уклањање нежељених излазних токова процеса, или као погодна празна датотека за за улазне токове. Ово се изводи обично помоћу ридфајлова (readfiles)
/dev/null уређај је посебна датотека, а не директоријум, тако да се не може преместити цела датотека или директоријум у њега помоћу mv Јуникс наредбе. Команда rm је прави начин да избришете датотеке у Јуниксу.